# Chantal Acda
Chantal Acda is een Nederlands-Belgische muzikante. Ze speelt en speelde bij verschillende bands, waaronder Isbells, Distance, Light & Sky en Sleepingdog en heeft nu haar eigen big band Chantal Acda.

## Biografie
Chantal Acda speelde bij verschillende bands en heeft nu haar eigen band. Ze is geboren in Nederland en woont nu in Antwerpen, België.
Ze is gekend van onder meer concerten op Le Guess Who, Dranouter (2017) en Jazz Middelheim (2018).
In 2015 werd ze uitvoerig geïnterviewd voor het Canvasprogramma Off the Record en werd ze genomineerd voor de Music Industry Awards 2015.

## Discografie

### Albums
- Dreamy Yell (1999)
- Let Your Hands Be My Guide (2013)
- Live In Dresden (2014)
- The Sparkle In Our Flaws (2015)
- Live In Münster (2016)
- Bounce Back (2017)
- Live In Ghent At Handelsbeurs (2017)
- Live At Jazz Middelheim, met Bill Frisell (2018)
- Pūwawau (2019)[7]
- Kill Your Darlings (Ep, 2020)
- Saturday Moon (2021)
- A Closer Distance, met Bruno Bavota (2022)

### Singles en ep's
- Nu nog even niet, als Nu nog even niet (met Lotte Dodion) (2012)
- Arms Up High (2013)
- You Live Inside My Heart (2017)
- The Sounds Outside, met Rutger Zuydervelt (2020)